# 누마베역
누마베역(일본어: 沼部駅, ぬまべえき)은 일본 도쿄도 오타구에 있는 도쿄 급행 전철의 역이다. 역 번호는 TM02이다.

## 역 구조
상대식 승강장 2면 2선의 지상역이다. 승강장마다 개찰구가 설치되어 있지만, 과선교 등은 설치되지 않았기 때문에 개찰 내 승강장 간의 이동은 불가능하다. 화장실은 2번 승강장에 있고, 다기능 화장실도 병설되었다. 또, 다마가와 행 열차는 종점인 다마가와에서 문이 열리는 방향을 알린다.

### 타는 곳
| 1 | 도큐 다마가와 선 | 시모마루코・가마타 방면 |
| 2 | 도큐 다마가와 선 | 다마가와 방면           |

## 역 주변
- 도쿄 도립 덴엔초후 고등학교
- 오타 구 국립 오타 도서관
- 덴엔초후혼초 우체국
- 사쿠라자카 - 후쿠야마 마사하루의 악곡 "사쿠라자카"로 유명해진 벚꽃의 명소.
- 마루코바시
- 다마강
- 다마강 녹지
- 도큐 이케가미 선 온타케산 역 - 약 1km

## 역사
- 1923년 3월 11일: 메구로카마타 전철(현, 도쿄 급행전철)의 마루코역으로 영업 개시.
- 1924년 4월 1일: 무사시마루코역으로 역명 변경.
- 1926년 1월 1일: 누마베역으로 역명 변경.
- 2000년 8월 6일: 메카마 선이 도큐 다마가와 선과 메구로 선으로 분할되어 다마가와 선의 역이 됨.

## 사진

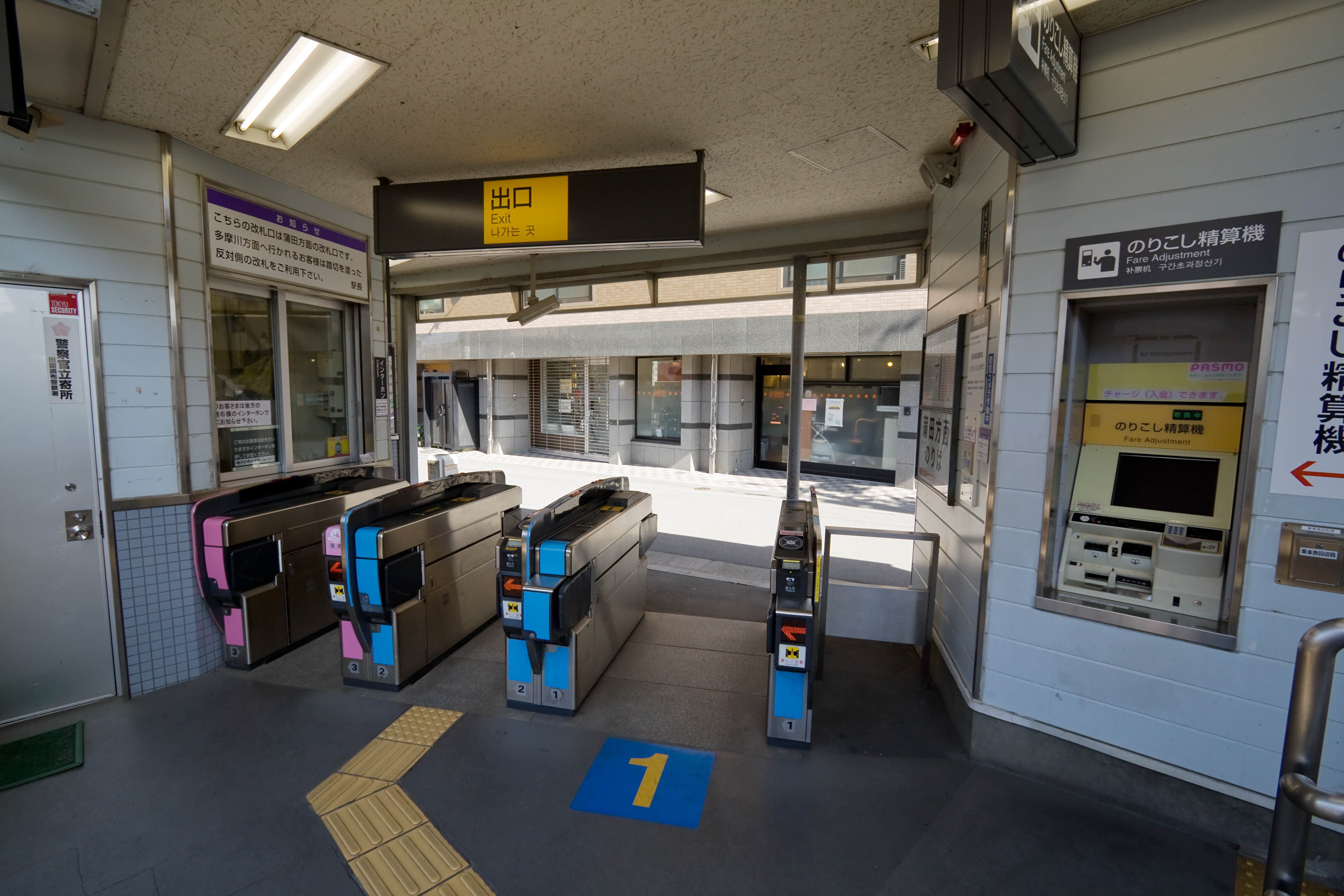
개찰구

## 인접역
| 도쿄 급행 전철 도큐 다마가와 선 | 도쿄 급행 전철 도큐 다마가와 선 | 도쿄 급행 전철 도큐 다마가와 선 |
| ------------------------------- | ------------------------------- | ------------------------------- |
| TM01 다마가와 다마가와 방면     |                                 | 우노키 TM03 가마타 방면         |